# Shelbyville (Tennessee)
Pour les articles homonymes, voir Shelbyville.
La ville américaine de Shelbyville est le siège du comté de Bedford, dans l’État du Tennessee. En 2011, sa population s’élevait à 21 105 habitants.

## Source
- (en) Cet article est partiellement ou en totalité issu de l’article de Wikipédia en anglais intitulé « Shelbyville, Tennessee » (voir la liste des auteurs).